# Eligio Echagüe
Eligio Silvestre Echagüe Delgado, né le 31 décembre 1938 à Concepción au Paraguay, est un joueur de football international paraguayen, qui évoluait au poste de défenseur.

## Biographie

### Carrière en club
Echagüe commence sa carrière au Club Adolfo Riquelme de sa ville natale, Concepción. En 1947, il est transféré à l'Olimpia Asunción et fait ses débuts en équipe première en 1950. Avec le Club Olimpia, il remporte cinq championnats du Paraguay.

### Carrière en sélection
Avec l'équipe du Paraguay, il joue 35 matchs (pour aucun but inscrit) entre 1955 et 1961. 
Il figure dans le groupe des sélectionnés lors de la Coupe du monde de 1958. Lors du mondial organisé en Suède, il joue deux matchs : contre l'Écosse et la Yougoslavie.

## Palmarès
Club Olimpia
- Championnat du Paraguay (5) :
  - Champion : 1956, 1957, 1958, 1959 et 1960.